# Jarošov (pivo)
Jarošov (Jarošovské pivo) je značka piva, vyráběného více než 300 let v Jarošovském pivovaru v Jarošově. Po uzavření tohoto pivovaru se začalo vyrábět v pivovarech Velké Březno a Krásné Březno nedaleko Ústí nad Labem a později v pivovaru Kutná Hora.

## Zlaté časy Jarošovského piva
Začátek výroby Jarošovského piva je spojen se založením pivovaru v roce 1688. Pivovar se nachází na výhodném místě blízko vydatného zdroje pitné vody a vedle frekventované silnice. Pivovar byl původně téměř 200 let majetkem města Uherské Hradiště, kterému přinášel do pokladny nemalý zisk. Později byl nejprve pronajat různým nájemcům a nakonec prodán Solomonu Braunovi. Rodině Braunů se podnikání dařilo, jedním z odběratelů Jarošovského piva byl i císařský dvůr ve Vídni a v roce 1900 Jarošovské pivo získalo zlatou medaili na Světové výstavě v Paříži. Kvalitní byl i jarošovský slad, jehož cena na burze byla v té době vyšší než konkurenčních produktů.

## Druhá světová válka a poválečné období
Za druhé světové války byl pivovar zkonfiskován kvůli židovskému původu rodiny Braunů. V době války se na Slovensko, které bylo tehdy samostatným státem, dodávalo 10° pivo. Domácím odběratelů pivovar dodával nejprve 7° pivo, později dokonce jen 4° pivo. Po válce se kvůli nedostatku surovin muselo vařit pivo z karamelizovaného cukru. Nejdříve se odběratelům dodávala sedmička, potom se začala vařit desítka i dvanáctka a před svátky se vařila čtrnáctka. Testovala se i výroba šestnáctky (černé pivo Rochus). Objem výroby piva se postupně zvětšoval až na 350 000 hl ročně, což bylo překročení plánované kapacity pivovaru. Modernizace pivovaru, provedená v roce 1954 (rozšíření sklepů, nová varna apod.) nepostačovala a přestavba pivovaru uvažovaná v pozdějších letech se už nerealizovala.

## Sortiment v době velké produkce
- Jarošovské 10° výčepní pivo světlé
- Jarošovský Šohaj 14°
- Jarošovský ležák 12°
- Slovácký klas 11°
- Jarošovské pivo 10°
- Diapivo
- Jarošovské tmavé Rochus 16°
- 8° světlé pivo

## Postupný úpadek výroby Jarošovského piva

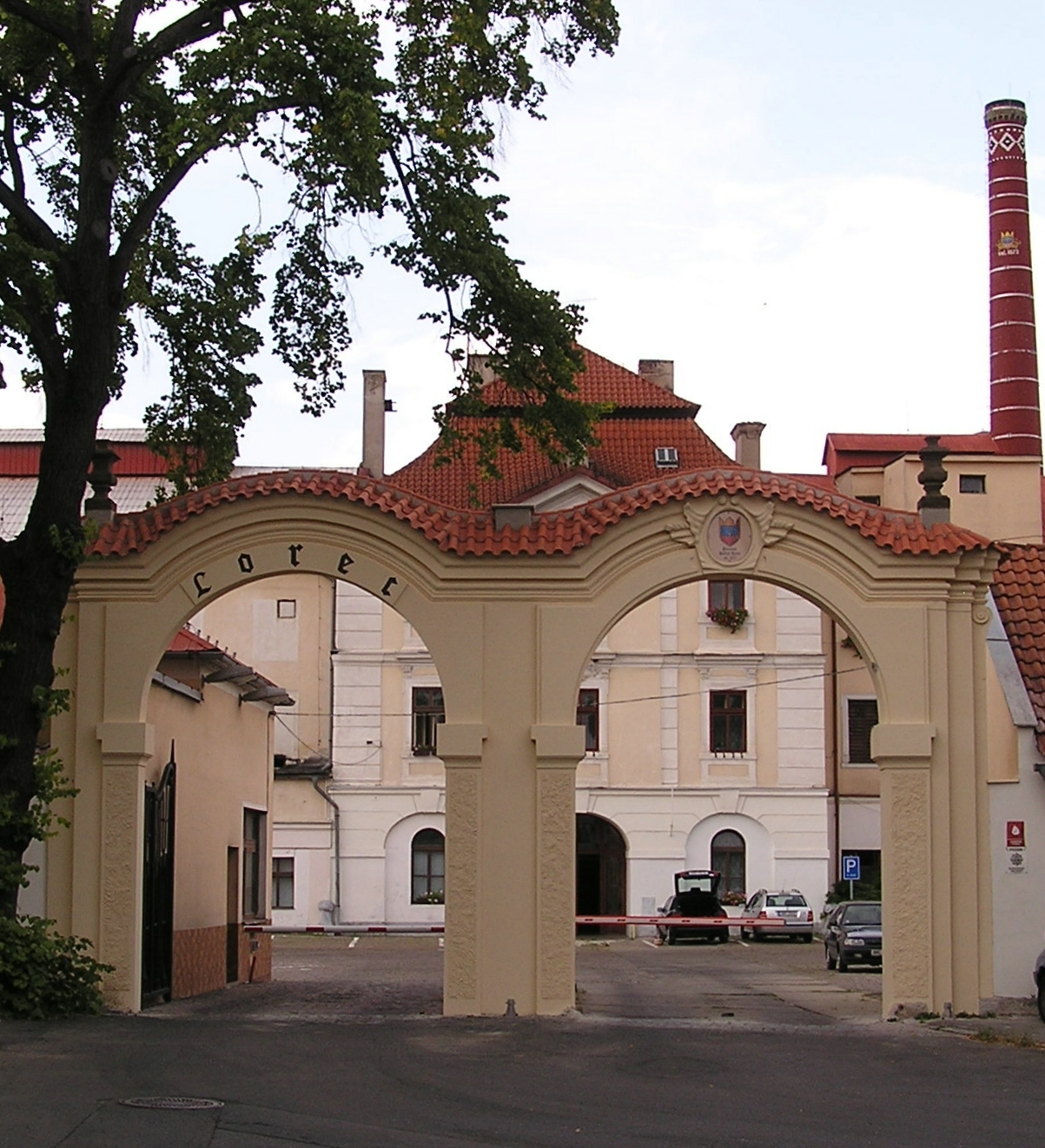
Pivovar Kutná Hora

Značná část Jarošovského piva šla na vývoz. Přibližně dvě třetiny objemu výroby se vyvážely do Polska a na Slovensko. Po rozdělení Československa na Slovensku zavedli z důvodu ochrany jejich pivovarů nepříjemné dovozní clo na pivo. Pivovar tak přišel o velkou část odbytu a výroba piva klesala. Vařilo se světlé i tmavé, pivo bez cukru a nealkoholické pivo. Vařila se desítka, jedenáctka i dvanáctka, světlé výčepní pivo Argema, speciální tmavý ležák Solomon Braun. Na vývoz do zahraničí se vařila piva Bingo, Classic a Premium.
Ale změna sortimentu nepomohla. Nepomohl ani hit rockové skupiny Argema, který se jmenuje Jarošovský pivovar. Odbyt piva poklesl na 78 000 hl ročně a pivo mělo kolísavou kvalitu. Nakonec byl pivovar v roce 1997 uzavřen, k čemuž přispělo i umístění pivovaru nedaleko řeky Moravy a tehdejší velká povodeň. Jarošovské pivo se začalo vyrábět v pivovarech Krásné Březno podle receptury Jarošova, Velké Březno podle receptury Březňáka a později byla výroba přesunuta do pivovaru Kutná Hora.
Pivovar v Kutné Hoře byl uzavřen. Společnost Heineken ukončila svoji činnost v pivovaru v Kutné Hoře k 31. prosinci 2010. Obnovení výroby piva v Jarošově je nepravděpodobné. O koupi pivovaru po jeho uzavření mělo zájem i město Uherské Hradiště, ale k dohodě nedošlo. Část pivovaru v roce 2010 vyhořela.

## Kde se vyráběl Jarošov
- Pivovar Jarošov (1688 - 1997) - různé druhy, viz předchozí text.
- Pivovar Krásné Březno (1998 - 2003) - jen 10° podle receptury z Jarošova.
- Pivovar Velké Březno (1998 - 2003) - jen 12° podle receptury Březňáka.
- Pivovar Kutná Hora (2004 - 2010) - 10° i 12°, v roce 2010 pivovar uzavřen.

## Zajímavosti
Pro účely reklamy se používal např. slogan Kdo JAROŠOVSKÉ pivo pije o 10° 12° 20° lépe žije. Pivní tácky mají kromě jiných motivů často také známé logo s postavou pána, tvořenou písmeny JP s kloboukem na hlavě. Podobné označení najdeme i na některých uzávěrech lahví.  Logo Jarošovského piva, kvůli stejným počátečním písmenům a použitému typu písma, je velmi podobné logu mladých pionýrů (Junge Pioniere) bývalé politicky zaměřené východoněmecké pionýrské organizace. Tento fakt nebyl za komunistické éry vítán, ale byl tehdejším režimem tolerován.